# Piotr Bagration

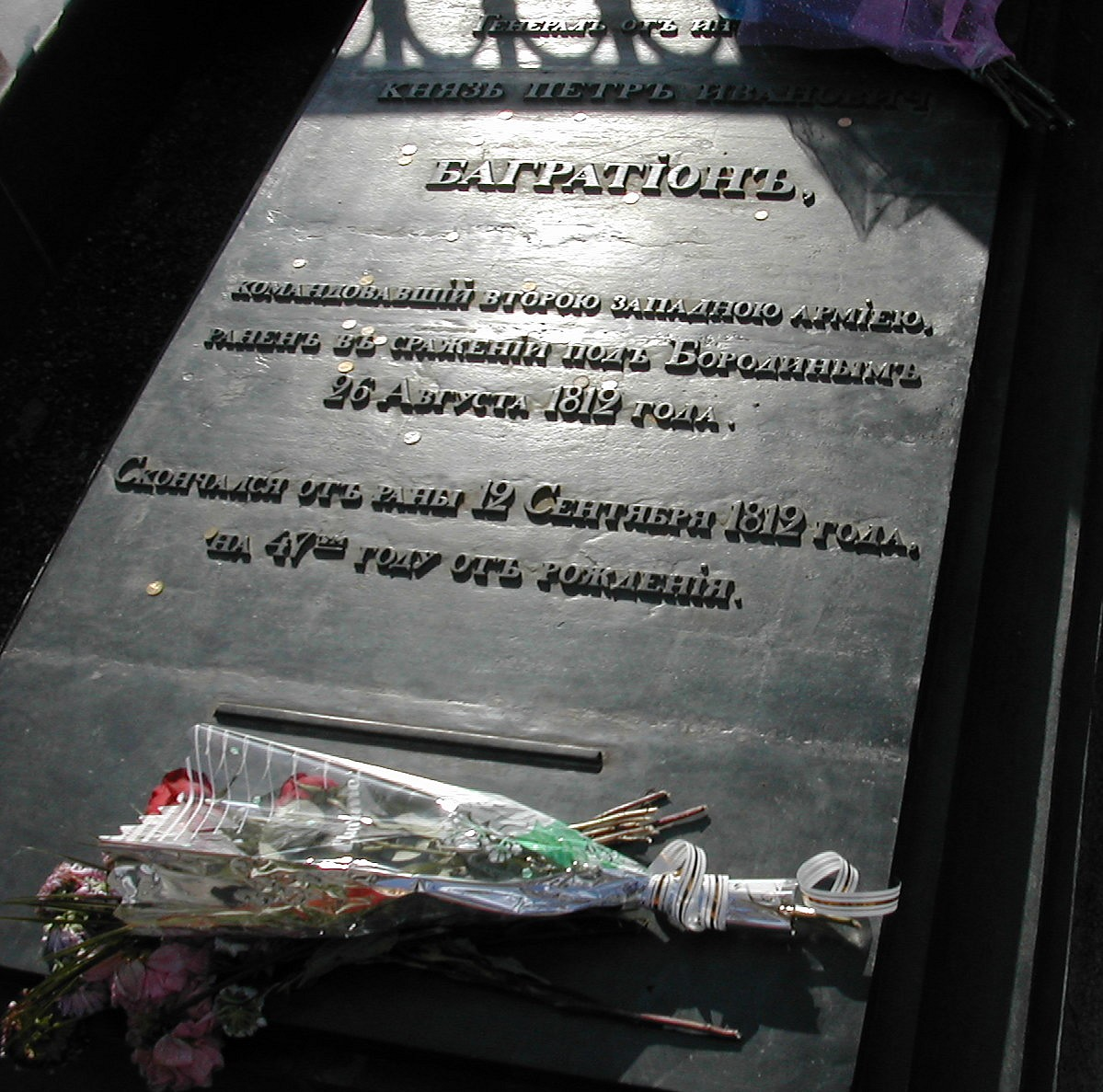
Grób Bagrationa pod Borodino

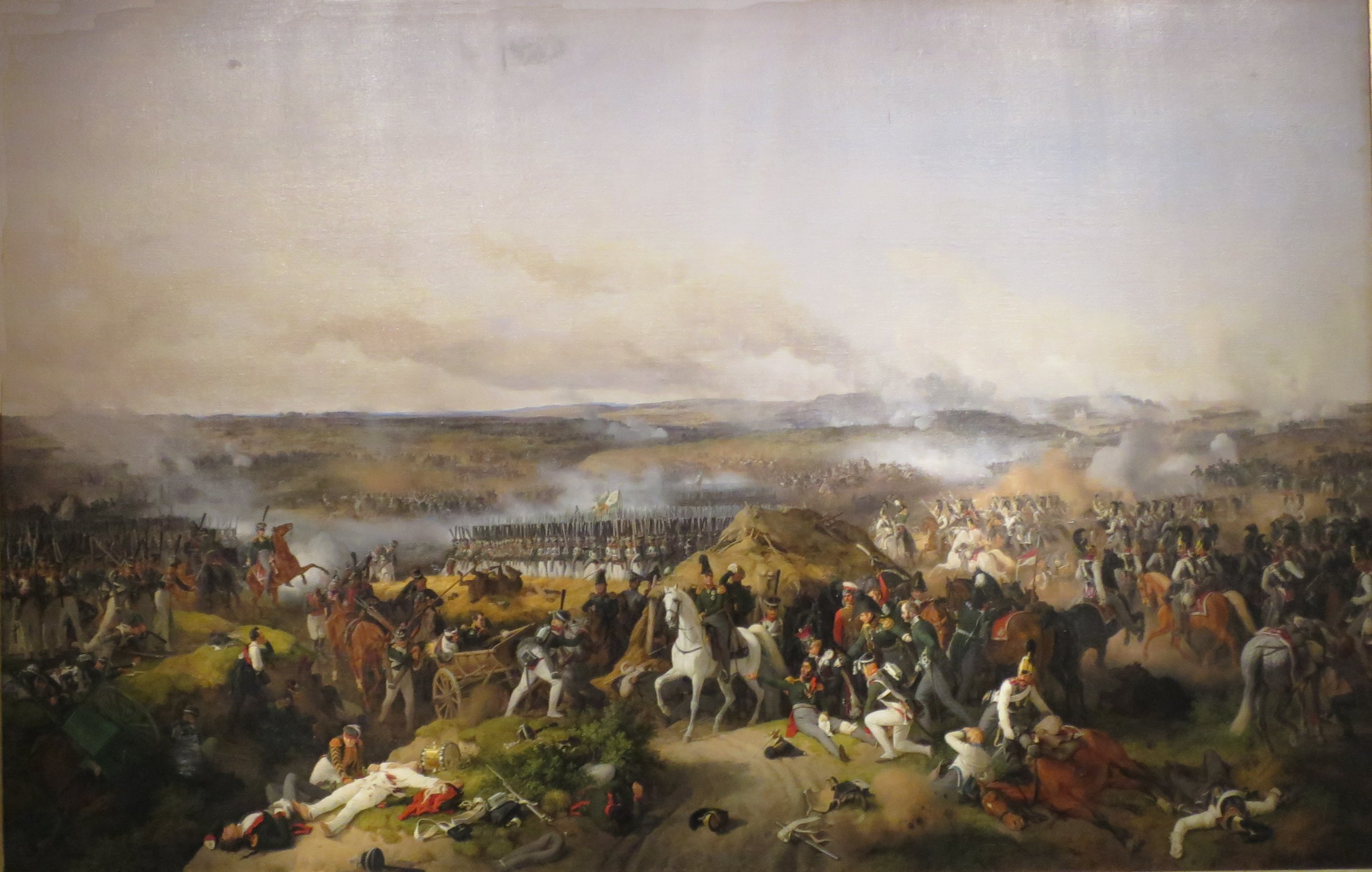
Bagration ranny pod Borodino

Piotr Iwanowicz Bagration, ros. Пётр Иванович Багратион (ur. 1765 w Kizlarze, zm. 12 września?/24 września 1812 we wsi Simy, gdzie był pochowany) – gruziński książę, rosyjski generał piechoty, uczeń generałów Aleksandra Suworowa i Michaiła Kutuzowa, brat Romana Bagrationa. Bohater wojny francusko-rosyjskiej 1812 roku.

## Życiorys

### Dzieciństwo i młodość
Pochodził ze słynnej arystokratycznej (książęcej) rodziny gruzińskiej Bagratydów, która na przełomie I i II tysiąclecia naszej ery panowała w Gruzji i władała częścią Armenii. Jego dziadek i ojciec byli pułkownikami w rosyjskiej armii.
Sir Robert Wilson, znający go osobiście, tak scharakteryzował sylwetkę Bagrationa:

Niskiej postury, o wyrazistej, ciemnej twarzy i oczach płonących azjatyckim ogniem. Łagodny, uprzejmy, wielkoduszny, rycersko odważny, był uwielbiany przez wszystkich i podziwiany przez każdego, kto był świadkiem jego wyczynów.

Służbę w wojsku Piotr Bagration rozpoczął w 1782 roku w stopniu sierżanta. Do 1792 roku służył kolejno w pułku kaukaskich muszkieterów, pułku kijowskich strzelców konnych i pułku sofijskich karabinierów. Brał udział w wojnie rosyjsko-tureckiej w latach 1787–1791, oraz w tłumieniu insurekcji kościuszkowskiej w 1794. W roku 1796 został dowódcą 6. pułku strzelców.

### Wojny napoleońskie
W czasie „kampanii włoskiej” i „szwajcarskiej” Suworowa (II koalicja antyfrancuska), w stopniu generała majora, dowodził awangardą ekspedycji. Odznaczył się wtedy podczas bitew nad Addą (wygrana) i Trebbią (przegrana), oraz pod Novi (wygrana) i na przełęczy Świętego Gotarda, gdzie nieznaczne siły francuskie odepchnęły korpus Suworowa, nie pozwalając mu wziąć udziału w II bitwie pod Zurychem. Był aktywnym uczestnikiem wojen napoleońskich w latach 1805–1807. W kampanii 1805 roku, podczas wielkiego odwrotu armii Kutuzowa z Braunau am Inn do Ołomuńca, Bagration dowodził ariergardą rosyjskiej armii. Jego żołnierze brali udział w wielu potyczkach, ubezpieczając tyły rosyjskiej armii. Wsławili się podczas bitwy pod Schöngrabern.
Podczas bitwy pod Austerlitz, Bagration dowodził prawym skrzydłem sił koalicyjnych, które wstrzymywało atak sił francuskich i umożliwiło odwrót resztek armii Kutuzowa.
W kampaniach lat 1806–1807 dowodził ariergardą armii rosyjskiej. Odznaczył się podczas bitew pod Pruską Iławą (od jego nazwiska miejscowość ta nosi dziś nazwę Bagrationowsk) i pod Frydlandem.
Podczas wojny rosyjsko-szwedzkiej 1808−1809 dowodził wpierw dywizją, a potem korpusem. Dowodził tzw. „Ekspedycją alandzką” w 1808 roku, podczas której Zatoka Botnicka znalazła się pod rosyjską kontrolą; zdobył również Wyspy Alandzkie i przeprowadził udany desant w Szwecji.
Podczas wojny rosyjsko-tureckiej w latach 1806–1812 był głównodowodzącym Armii Mołdawskiej (od czerwca 1809 do marca 1810 roku) tocząc walki głównie na lewym brzegu Dunaju. Wojska Bagrationa zdobyły wtedy twierdze: Maczyn, Hirsowa, Izmaił. Pod Rassową rozbił 12-tys. wyborowy korpus turecki, zaś pod Tataricą został pobity w jednej z najcięższych bitew tej wojny i musiał odstąpić od oblężenia Silistry.

### Borodino i śmierć
W sierpniu 1811 roku Bagration został głównodowodzącym Armii Podolskiej, zaś w marcu roku 1812 – 2 Armii Zachodniej. Przewidując wkroczenie armii napoleońskiej do Rosji, stworzył plan, który miał zapobiec francuskiej agresji. W początkach kampanii napoleońskiej 1812 roku, cofając się w ciężkich bojach na wschód, przerzucił 2 Armię Zachodnią spod Wołkowyska do Smoleńska, gdzie 3 sierpnia połączył swe siły z 1 Armią Zachodnią, którą dowodził generał Michaił Barclay de Tolly. W ten sposób udaremnił zamiar Napoleona, który zamierzał rozdzielić obie armie i zniszczyć każdą z nich z osobna. Bagration był gorącym zwolennikiem zaangażowania w wysiłek wojenny szerokich mas społeczeństwa rosyjskiego. Był jednym z inicjatorów i organizatorów działań partyzanckich na terenach zajętych przez armię napoleońską.
W bitwie pod Borodino dowodził lewym (południowym) skrzydłem armii rosyjskiej. Armia Bagrationa była trzonem tego skrzydła. Odparła wszystkie ataki wojsk Napoleona, zaś sam Bagration został ciężko ranny w nogę i 24 września – w trakcie ewakuacji w głąb Rosji – zmarł. W roku 1839, z inicjatywy rosyjskiego generała-poety Denisa Dawydowa, prochy Bagrationa zostały przeniesione ze wsi Simy na cmentarz poległych pod Borodino.

## Upamiętnienie
Od jego nazwiska została nazwana Operacja Bagration podczas II wojny światowej, asteroida (3127) Bagration oraz miasto Bagrationowsk.